# Stowell, Somerset
Stowell är en by i civil parish Charlton Horethorne, i enhetskommunen Somerset, i grevskapet Somerset, i England. Byn är belägen 15 km från Yeovil. Stowell var en civil parish fram till 1933 när blev den en del av Charlton Horethorne. Civil parish hade 73 invånare år 1931. Byn nämndes i Domedagsboken (Domesday Book) år 1086, och kallades då Stanwelle/Estanwella.